# Roldanillo
Roldanillo ist eine Gemeinde (Municipio) des kolumbianischen Departamento Valle del Cauca. Es gibt hier das Kunstmuseum Rayo, das vom Maler Omar Rayo gegründet wurde.

## Geographie
Roldanillo liegt in der Subregion Norte in Valle del Cauca auf einer Höhe von 900 bis 1000 m ü. NN im Tal des Río Cauca und in der Westkordillere der kolumbianischen Anden. Die Gemeinde grenzt im Norden an La Unión, im Osten an La Victoria und Zarzal, im Süden an Bolívar und im Westen an El Dovio.

## Bevölkerung
Die Gemeinde Roldanillo hat 32.035 Einwohner, von denen 24.701 im städtischen Teil (cabecera municipal) der Gemeinde leben (Stand 2019).

## Wirtschaft
Der wichtigste Wirtschaftszweig von Roldanillo ist die Landwirtschaft. Insbesondere werden Zuckerrohr, Papaya, Mais, Kaffee, Maracuya und Gemüse angebaut. Zudem gibt es Tierhaltung.

## Sport
Roldanillo ist eines der bekanntesten Gleitschirm-Fluggebiete in Kolumbien. 2012 und 2017 wurde in Roldanillo der Superfinal des Paragliding World Cup ausgetragen. Zudem war Roldanillo Austragungsort eines Weltcups im Jahr 2011.

## Persönlichkeiten
- Edgar de Jesús García Gil (* 1946), katholischer Geistlicher, Bischof von Montelíbano (2002–2010) und Palmira (2010–)
- Heberth Gutiérrez (* 1973), Radrennfahrer